# 히즈 대학교
HIS University (또는 히즈 대학교; 히즈 유니버시티; HIS는 Home International School의 약자)는 2004년 미국 캘리포니아주에 설립된 고등교육기관이다. 2004년에 미국 캘리포니아주 BPPE 기관에서 허가를 받은 이후 2020년에는 TRACS의 정식 회원이 되었다.

## 학위 프로그램
HIS University는 2004년 미국 캘리포니아주 산하기관인 BPPE 기관으로부터  학사, 석사, 박사학위를 수여하는 정규 대학 및 대학원으로 인가(approval)를 받았고, 이후 연방정부가  인정하는 대학 승인 기관 ‘TRACS (Transitional Association of Christian Colleges and Schools)’로부터 인가를 받아 미 연방 정부로부터 학력 인증(Accreditation)을 받았다. 따라서 미국 연방정부 교육부 (United States of Education), 미 고등교육승인 의회 (CHEA: Council of Higher Education Accreditation), 국제 고등교육 관리 감독 협의회 (International  Network Quality Assurance Agencies in Higher Education)로부터 자격을 승인 받았다. M.A. in Christian Counseling 프로그램의  학생 수가 가장 많다.
- Associate of Arts in Counseling
- B.A. Counseling
- Doctor of Education
- Doctor of Ministry
- English as a Second Language
- M.A. in Christian Counseling
- M.A. in Christian Education
- M.A. Marriage and Family Therapy
- Peer Christian Counseling Diploma
- Ph.D. in Family Ministry
- Pre-School Director Diploma
- Pre-School Teacher Diploma

### 결혼과 가정 심리치료 석사 프로그램
HIS University는 결혼과 가정 심리치료 석사 (M.A. Marriage and Family Therapy) 프로그램은 캘리포니아주 산하 Board of Behavioral Sciences (BBS)의 Marriage and Family Therapist 면허 (licensure) 요구사항을 충족하여 학생들은 캘리포니아주 공인 결혼과 가정 심리치료사 (Licensed Marriage and Family Therapist; LMFT) 시험을 치를 자격이 있다.